# Mistrzostwa Europy w Lekkoatletyce 1946 – bieg na 1500 m mężczyzn

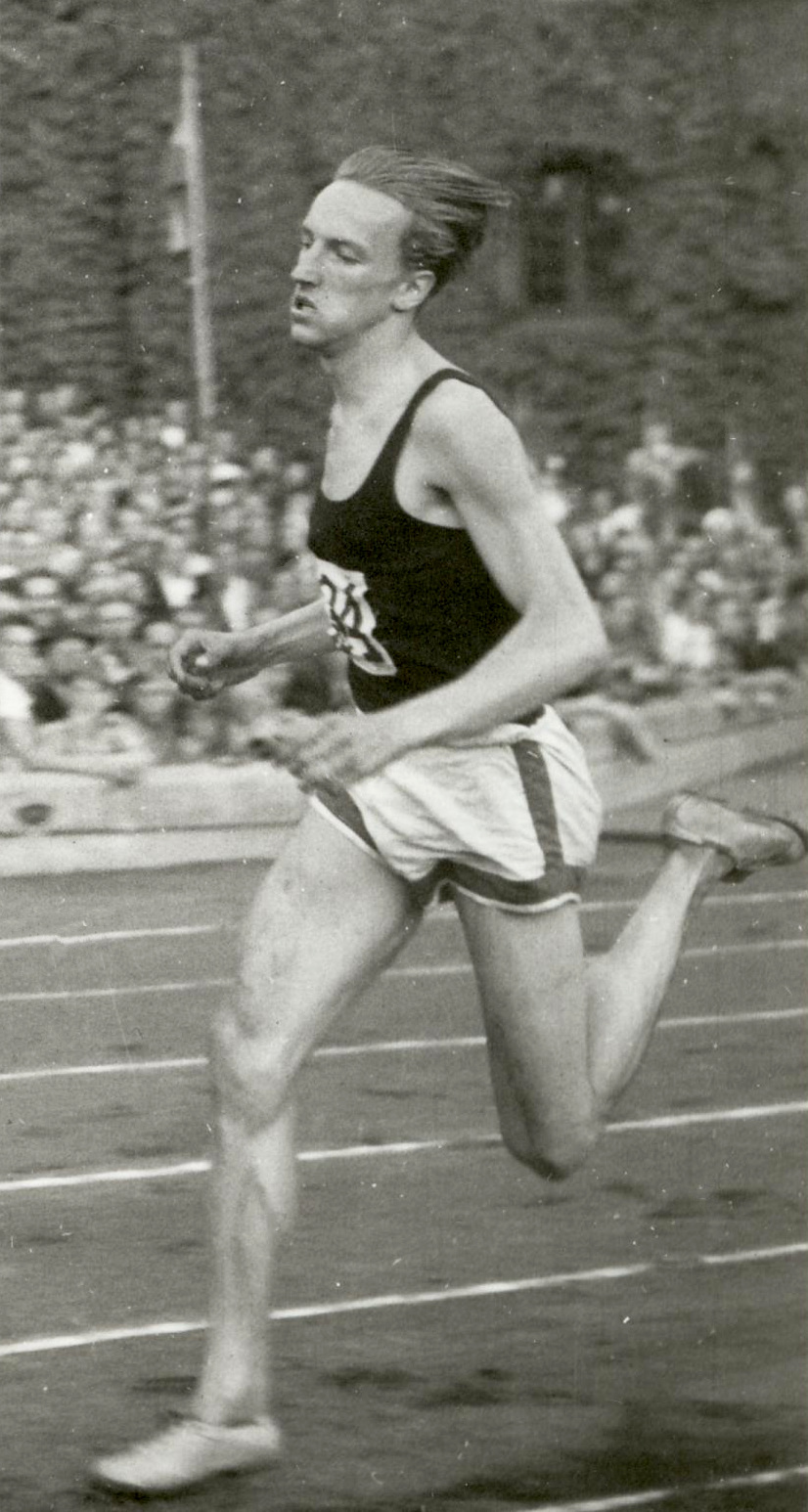
Lennart Strand w 1947

Bieg na dystansie 1500 metrów mężczyzn był jedną z konkurencji rozgrywanych podczas III Mistrzostw Europy w Oslo. Biegi eliminacyjne zostały rozegrane 24 sierpnia, a bieg finałowy 25 sierpnia 1946 roku. Zwycięzcą tej konkurencji został Szwed Lennart Strand. W rywalizacji wzięło udział czternastu zawodników z jedenastu reprezentacji.

## Rekordy
| Rekord świata     | Gunder Hägg (SWE)      | 3:43,0 | Göteborg, Szwecja | 07.07.1944 |
| Rekord Europy     | Gunder Hägg (SWE)      | 3:43,0 | Göteborg, Szwecja | 07.07.1944 |
| Rekord mistrzostw | Sydney Wooderson (GBR) | 3:53,6 | Paryż, Francja    | 05.09.1938 |

## Wyniki

### Eliminacje
Bieg 1
| Miejsce | Zawodnik              | Czas   | Uwagi |
| ------- | --------------------- | ------ | ----- |
| 1       | Lennart Strand        | 3:56,6 | Q     |
| 2       | Sándor Garay          | 3:56,8 | Q     |
| 3       | Erik Jørgensen        | 3:57,0 | Q     |
| 4       | Václav Čevona         | 3:57,4 | Q     |
| 5       | Aleksandr Pugaczewski | 3:57,6 |       |
| 6       | Óskar Jónsson         | 3:58,4 | NR    |
| 7       | Willy Sponberg        | 3:59,2 |       |

Bieg 2
| Miejsce | Zawodnik         | Czas   | Uwagi |
| ------- | ---------------- | ------ | ----- |
| 1       | Henry Eriksson   | 3:54,6 | Q     |
| 2       | Douglas Wilson   | 3:55,0 | Q     |
| 3       | Paul Messner     | 3:58,0 | Q     |
| 4       | Luboš Vomáčka    | 3:58,8 | Q     |
| 5       | Asbjørn Hansen   | 3:59,0 |       |
| 6       | Walter Lutz      | 4:04,2 |       |
| 7       | Jan Staniszewski | 4:10,8 |       |

### Finał
| Miejsce | Zawodnik       | Czas   | Uwagi |
| ------- | -------------- | ------ | ----- |
| 1       | Lennart Strand | 3:48,0 | CR    |
| 2       | Henry Eriksson | 3:48,8 |       |
| 3       | Erik Jørgensen | 3:52,8 |       |
| 4       | Václav Čevona  | 3:53,0 | NR    |
| 5       | Sándor Garay   | 3:53,0 |       |
| 6       | Douglas Wilson | 3:53,2 |       |
| 7       | Paul Messner   | 3:56,6 |       |
| 8       | Luboš Vomáčka  | 4:07,2 |       |